# スターロツチ
スターロツチ（発音はスターロッチ）は日本の競走馬、繁殖牝馬。競走馬時代に1960年の優駿牝馬 （オークス）、有馬記念に優勝し、同年の啓衆社賞最優秀4歳牝馬を受賞。4歳（現表記3歳）牝馬による有馬記念優勝は史上初で、以後64年間現れなかった。繁殖牝馬となって以降はその子孫に数々の活躍馬を輩出し、戦後の名牝の一頭に数えられる。
半兄に1956年の啓衆社賞最優秀3歳牡馬ライジングウイナー、半妹にミホノブルボンの曾祖母カミヤマト（ともに父ライジングフレーム）がいる。また、半姉テツノホマレ（父大鵬）の子孫にも活躍馬は多い。
※以下、本項目の馬齢は当時の表記である数え年にて記述する。

## 経歴

### 抽せん馬
競走年齢を迎えるまでに生産者と馬主間で取引が成立しなかった馬を日本中央競馬会が買い取り、独自に育成調教を施して改めて馬主に再頒布する、これが抽せん馬制度と呼ばれる。誰の目にも優秀と映る馬は早期に取引が成立することが常であるため、抽せん馬は質が劣るとされていた。
本馬の出生時にはすでに兄ライジングウイナーが活躍していたにもかかわらず、幼駒時代は腰から後躯にかけての筋肉に乏しかったために売れず、2歳の8月にセリ市に上場された。ここで競馬会により150万円で購買され、日本中央競馬会宇都宮育成場で調教を積まれる。するとこの効果が如実に表れ、別馬のような体躯に成長した。その後、馬主資格を取得したばかりの藤井金次郎に頒布され、競走馬となる。幼駒時代の名前は5代母クレイグダーロツチから取られた「ロツチ」だったが、藤井は新たに4代母・昭英の祖父サンスターから「スター」を借用し、「スターロツチ」とした。

### 戦績
1959年に東京競馬場の松山吉三郎厩舎に入り、11月にデビュー。12月26日の未勝利戦 (1000m) で3戦目に初勝利を挙げると、以降、翌年の桜花賞まで6戦3勝という成績で進んだ。ここまでの戦績は安定していたが、初勝利以来出走した競走はいずれも抽せん馬限定戦であり、桜花賞当日の人気は5番人気だった。しかしレースでは、先行策から抜け出したトキノキロク、チドリに対し、中団からあわや差し切りという末脚を見せ、3着となる。これで次走の4歳牝馬特別では2番人気に支持された。しかし桜花賞後に調教を緩めた事が影響し、7着と敗退。これでオークスに向けての評価を大きく落とした。迎えたオークスでは9番人気という低評価であったが、調子を取り戻していたスターロツチは直線で中団大外から脚を伸ばし、クインオンワードをクビ差捉えて優勝、抽せん馬史上初の八大競走制覇を果たした。これは本馬に初騎乗であった高松三太にとっても、デビュー23年目で初のクラシック優勝となった。
以降は夏から秋にかけて3勝を挙げたが、重賞競走では精彩を欠く。しかし10月末のクイーンステークスで60kgの斤量を背負ってチドリに1馬身差の2着となると調子を上げ、東京牝馬特別3着を経て出走した特殊ハンデキャップ競走で、一度も鞭を入れられることなく優勝する。この後、委員会推薦で有馬記念に出走した。
ファン投票によるグランプリ競走でもあり、コダマ、コマツヒカリ、キタノオーザ、オーテモンといずれも八大競走に優勝している牡馬が揃い、スターロッチは12頭立ての9番人気に過ぎなかった。しかしヘリオスとスターロツチがレースを先導すると、有力各馬がそのはるか後方で互いに牽制し合い、スローペースの展開となる。そのまま直線に向きヘリオスが失速すると、スターロツチが代わって先頭に立つ。以降は蓄えたスタミナに任せてゴールまで押し切り、2着オーテモンに2馬身近い差を付け、4歳牝馬として史上初の有馬記念優勝を果たした。
5歳となった翌1961年は、4歳時に15戦消化と使い詰めだった事もあって調子を落とし、春シーズンは5戦して平場オープン戦の3着が最高、安田記念では最下位となるなど精彩を欠く。秋になって緒戦の京王杯オータムハンデキャップを制し約9ヶ月振りの勝利を挙げたが、次走の毎日王冠で競走中に右前脚を脱臼、競走を中止し、そのまま競走馬引退となった。

### 引退後
怪我は重症であったが何とか回復し、故郷の藤原牧場で繁殖牝馬となる。自身の子には飛び抜けた実績を挙げる馬は出なかったが、孫以降に次々と活躍馬が現れ、その血統は近年に無い繁栄を見せ、名を更に高めた。
主な子孫には皐月賞優勝馬ハードバージ、天皇賞・秋優勝馬サクラユタカオー、二冠馬サクラスターオー、東京優駿（日本ダービー）優勝馬ウイニングチケットなど。その他にも数々の重賞優勝馬を輩出、その血統はクレイグダーロッチの牝系の中でも特に「スターロッチ系」として取り扱われる。
晩年には、幼くして母を失った玄孫サクラスターオーの乳母を務めた。同馬が競走馬としてデビューする2ヶ月前の1986年8月7日に老衰で死去。30歳はサラブレッドとしては長命であった。

## 競走成績
| 年月日 | 年月日 | 年月日 | 開催場 | レース名           | 頭数 | 人気 | 着順 | 距離（状態）  | タイム | 着差 | 騎手     | 斤量 [kg] | 勝ち馬/（2着馬）     |
| ------ | ------ | ------ | ------ | ------------------ | ---- | ---- | ---- | ------------- | ------ | ---- | -------- | --------- | -------------------- |
| 1959   | 11.    | 7      | 東京   | 3歳未出走未勝利    | 9    | 1    | 02着 | 芝1200m（重） | 1:17.6 | 1.4  | 勝又忠   | 50        | マタイチ             |
|        | 11     | 28     | 東京   | 3歳未出走未勝利    | 13   | 1    | 03着 | 芝1000m（良） | 1:03.3 | 1.1  | 飯塚好次 | 50        | ヒサビシホマレ       |
|        | 12.    | 26     | 中山   | 3歳未出走未勝利    | 14   | 1    | 01着 | 芝1000m（稍） | 1:01.6 | 0.1  | 飯塚好次 | 51        | （セナリ）           |
| 1960   | 1.     | 16     | 中山   | 4歳抽籤馬特別      | 11   | 1    | 03着 | 芝1200m（稍） | 1:14.8 | 0.4  | 勝又忠   | 51        | トキリュウ           |
|        | 2.     | 27     | 東京   | 4歳抽籤馬          | 8    | 1    | 01着 | 芝1800m（良） | 1:53.4 | 1.0  | 野平祐二 | 52        | （センリョウ）       |
|        | 3.     | 13     | 阪神   | 4歳抽籤馬特別      | 10   | 1    | 01着 | 芝1600m（良） | 1:39.9 | 0.1  | 勝又忠   | 53        | （ミスコウジン）     |
|        | 3.     | 27     | 阪神   | 桜花賞             | 20   | 5    | 03着 | 芝1600m（稍） | 1:40.6 | 0.1  | 野平祐二 | 55        | トキノキロク         |
|        | 5.     | 1      | 東京   | 4歳牝馬特別（東）  | 11   | 2    | 07着 | 芝2000m（稍） | 2:08.0 | 1.4  | 保田隆芳 | 52        | スマイリー           |
|        | 5.     | 22     | 東京   | 優駿牝馬           | 25   | 9    | 01着 | 芝2400m（良） | 2:33.4 | 0.1  | 高松三太 | 55        | （クインオンワード） |
|        | 6.     | 19     | 中山   | 中山4歳S           | 6    | 6    | 03着 | 芝1800m（良） | 1:51.0 | 1.0  | 勝又忠   | 54        | ビックヨルカ         |
|        | 7.     | 3      | 中山   | 白百合S            | 8    | 1    | 01着 | 芝1800m（良） | 1:51.0 | 0.1  | 保田隆芳 | 56        | （ヤタガラス）       |
|        | 9.     | 4      | 東京   | 京王杯オータムH    | 6    | 5    | 05着 | 芝1600m（良） | 1:36.7 | 0.9  | 保田隆芳 | 54        | ヤマトノハナ         |
|        | 9.     | 25     | 中山   | スタンド完成記念   | 6    | 2    | 03着 | 芝2000m（良） | 2:02.8 | 0.3  | 保田隆芳 | 54        | チドリ               |
|        | 10.    | 15     | 東京   | 4歳オープン        | 7    | 1    | 01着 | 芝1800m（良） | 1:52.1 | 0.2  | 勝又忠   | 56        | （ショウザン）       |
|        | 10.    | 30     | 東京   | クイーンS          | 10   | 3    | 02着 | 芝2000m（良） | 2:04.8 | 0.2  | 勝又忠   | 60        | チドリ               |
|        | 11.    | 20     | 東京   | 東京牝馬特別       | 8    | 3    | 03着 | 芝1600m（良） | 1:38.5 | 0.3  | 勝又忠   | 59.5      | ヴァイオレット       |
|        | 12.    | 4      | 中山   | 特別ハンデキャップ | 9    | 1    | 01着 | 芝2000m（稍） | 2:08.3 | 0.1  | 高松三太 | 54.5      | （ヤマトノハナ）     |
|        | 12.    | 18     | 中山   | 有馬記念           | 12   | 9    | 01着 | 芝2600m（稍） | 2:44.5 | 0.3  | 高松三太 | 52        | （オーテモン）       |
| 1961   | 1.     | 22     | 中山   | アメリカJCC        | 14   | 8    | 13着 | 芝2600m（良） | 2:47.5 | 3.9  | 高松三太 | 56        | ヤシマファースト     |
|        | 5.     | 5      | 東京   | 5歳以上オープン    | 10   | 5    | 04着 | 芝1800m（稍） | 1:52.8 | 1.4  | 吉永正人 | 56        | ショウザン           |
|        | 5.     | 20     | 東京   | 4歳以上オープン    | 9    | 3    | 03着 | 芝2000m（稍） | 2:06.0 | 0.6  | 吉永正人 | 56        | カネチカラ           |
|        | 6.     | 11     | 東京   | 安田記念           | 11   | 9    | 11着 | 芝1800m（良） | 1:52.4 | 2.7  | 高松三太 | 54        | ホマレボシ           |
|        | 7.     | 1      | 中山   | 4歳以上オープン    | 6    | 3    | 04着 | 芝1700m（重） | 1:46.2 | 0.3  | 吉永正人 | 56        | アラカゼ             |
|        | 9.     | 3      | 東京   | 京王杯オータムH    | 6    | 2    | 01着 | ダ1600m（良） | 1:40.2 | 0.4  | 高松三太 | 55        | （ハローモア）       |
|        | 9.     | 17     | 東京   | 毎日王冠           | 4    | 3    | 中止 | ダ2300m（良） |        |      | 高松三太 | 55        | ハローモア           |

## 主要なファミリーライン
- 表中「c」はcolt（牡馬）の略、「f」はfilly（牝馬）の略。太字はGI級競走優勝馬。#は重賞競走優勝馬。
- 出展：牝系検索α

- スターロッチ 1957 f
  - モンタロッチ 1963 f
    - クリプシー 1975 f
      - シバスキー 1981 f
        - ワコーチカコ# 1990 f（京都記念、エプソムカップ、函館記念、金杯・西）
        - ループスキークロス 1992 f
          - ダンツジャッジ# 1999 c（アメリカジョッキークラブカップ、ダービー卿チャレンジトロフィー）

        - スイートウインク 1995 f
          - マイネルスターリー# 2005 c（函館記念）

      - コニーストン 1987 f
        - ローズレッド 1992 f
          - レオマイスター#  2005 c（ラジオNIKKEI賞）

        - メイショウヤエガキ 1993 f
          - メイショウラムセス# 1998 c（富士ステークス）

      - マチカネタンホイザ# 1989 c（目黒記念、アメリカジョッキークラブカップ、高松宮杯、ダイヤモンドステークス）

  - スターハイネス 1964 f
    - アンジェリカ 1970 f
      - マヤノポート 1976 f
        - シゲルデッドクロス# 1988 c（阪神障害ステークス・春）

      - サクラシンゲキ# 1977 c（京王杯オータムハンデキャップ2回、スプリンターズステークス、函館3歳ステークス）
      - サクラスマイル 1978 f
        - サクラスターオー 1984 c（皐月賞、菊花賞、弥生賞）

      - サクラユタカオー 1982 c（天皇賞・秋、毎日王冠、大阪杯、共同通信杯4歳ステークス）

  - ロッチ 1969 f
    - ハードバージ 1974 c（皐月賞）
    - アンビション 1978 f
      - ヒカルビション 1989 f
        - ヒゼンホクショー# 1996 c（東京オータムジャンプ）

  - ネバーロッチ 1972 f
    - ロッチアイ 1981 f
      - オースミロッチ# 1987 c（京都記念、京都大賞典）

  - ロッチテスコ 1975 f
    - パワフルレディ 1981 f
      - エイプリルブライド 1985
        - マルブツセカイオー# 1990 c（オグリキャップ記念など）

      - ウイニングチケット 1991 c（東京優駿、弥生賞、京都新聞杯）
      - リボンストライプ 1992 f
        - エアセレソン# 2000 c（新潟大賞典）

      - ロイヤルタッチ# 1993 c （ラジオたんぱ杯3歳ステークス、きさらぎ賞）
      - スカラシップ 1994 f
        - マザーリーフ 2003 f
          - ダンスディレクター# 2010 c（シルクロードステークス2回）

    - カリスタグローリ# 1988 c（クリスタルカップ）

上記の他、皐月賞優勝馬ハードバージの全弟に、競馬シミュレーションゲーム『 ダービースタリオンIII』において種付け料無料の種牡馬として登場したマチカネイワシミズがいる。また、メイショウラムセスの母メイショウヤエガキ、祖母コニーストンはそれぞれ重賞競走での入着経験を持つ。

## 血統表
| スターロツチの血統（フェアウェイ系 / Cyllene5×5=6.25% Love Wisely5×5=6.25%） | スターロツチの血統（フェアウェイ系 / Cyllene5×5=6.25% Love Wisely5×5=6.25%） | スターロツチの血統（フェアウェイ系 / Cyllene5×5=6.25% Love Wisely5×5=6.25%） | （血統表の出典）      | （血統表の出典）      |
| 父 *ハロウェー Harroway 1940 黒鹿毛                                          | 父の父Fairway 1925 鹿毛                                                      | Phalaris                                                                     | Polymelus             | Polymelus             |
| 父 *ハロウェー Harroway 1940 黒鹿毛                                          | 父の父Fairway 1925 鹿毛                                                      | Phalaris                                                                     | Bromus                |                       |
| 父 *ハロウェー Harroway 1940 黒鹿毛                                          | 父の父Fairway 1925 鹿毛                                                      | Scapa Flow                                                                   | Chaucer               | Chaucer               |
| 父 *ハロウェー Harroway 1940 黒鹿毛                                          | 父の父Fairway 1925 鹿毛                                                      | Scapa Flow                                                                   | Anchora               |                       |
| 父 *ハロウェー Harroway 1940 黒鹿毛                                          | 父の母Rosy Legend 1931 黒鹿毛                                                | Dark Legend                                                                  | Dark Ronald           | Dark Ronald           |
| 父 *ハロウェー Harroway 1940 黒鹿毛                                          | 父の母Rosy Legend 1931 黒鹿毛                                                | Dark Legend                                                                  | Golden Legend         |                       |
| 父 *ハロウェー Harroway 1940 黒鹿毛                                          | 父の母Rosy Legend 1931 黒鹿毛                                                | Rosy Cheeks                                                                  | St.Just               | St.Just               |
| 父 *ハロウェー Harroway 1940 黒鹿毛                                          | 父の母Rosy Legend 1931 黒鹿毛                                                | Rosy Cheeks                                                                  | Purity                |                       |
| 母 コロナ 1943 栗毛                                                          | 母の父月友 1932 栗毛                                                         | Man o'War                                                                    | Fair Play             | Fair Play             |
| 母 コロナ 1943 栗毛                                                          | 母の父月友 1932 栗毛                                                         | Man o'War                                                                    | Mahubah               |                       |
| 母 コロナ 1943 栗毛                                                          | 母の父月友 1932 栗毛                                                         | *星友 Alzada                                                                 | Sir Martin            | Sir Martin            |
| 母 コロナ 1943 栗毛                                                          | 母の父月友 1932 栗毛                                                         | *星友 Alzada                                                                 | Colna                 |                       |
| 母 コロナ 1943 栗毛                                                          | 母の母秀節 1936 鹿毛                                                         | *ペリオン Perion                                                             | Amadis                | Amadis                |
| 母 コロナ 1943 栗毛                                                          | 母の母秀節 1936 鹿毛                                                         | *ペリオン Perion                                                             | Panacea               |                       |
| 母 コロナ 1943 栗毛                                                          | 母の母秀節 1936 鹿毛                                                         | 玄香                                                                         | *チャペルブラムプトン | *チャペルブラムプトン |
| 母 コロナ 1943 栗毛                                                          | 母の母秀節 1936 鹿毛                                                         | 玄香                                                                         | 昭英 F-No.11-c        |                       |

父は当時の名種牡馬の1頭であり、1945年のエプソムダービー優勝馬 ダンテ、1947年のアイリッシュダービー、セントレジャーステークス優勝馬サヤジラオの半兄に当たる。他の主な産駒に1968年の日本ダービー優勝馬タニノハローモア等がいる。母系は1926年に帝室林野局がイギリスより輸入したクレイグダーロツチの流れを汲む。母コロナの代までは地味な系統であったが、テツノホマレ、スターロツチ、カミヤマト姉妹の子孫から活躍馬が続出し、名牝系のひとつに数えられるようになった。